# Neptunbad (Köln)

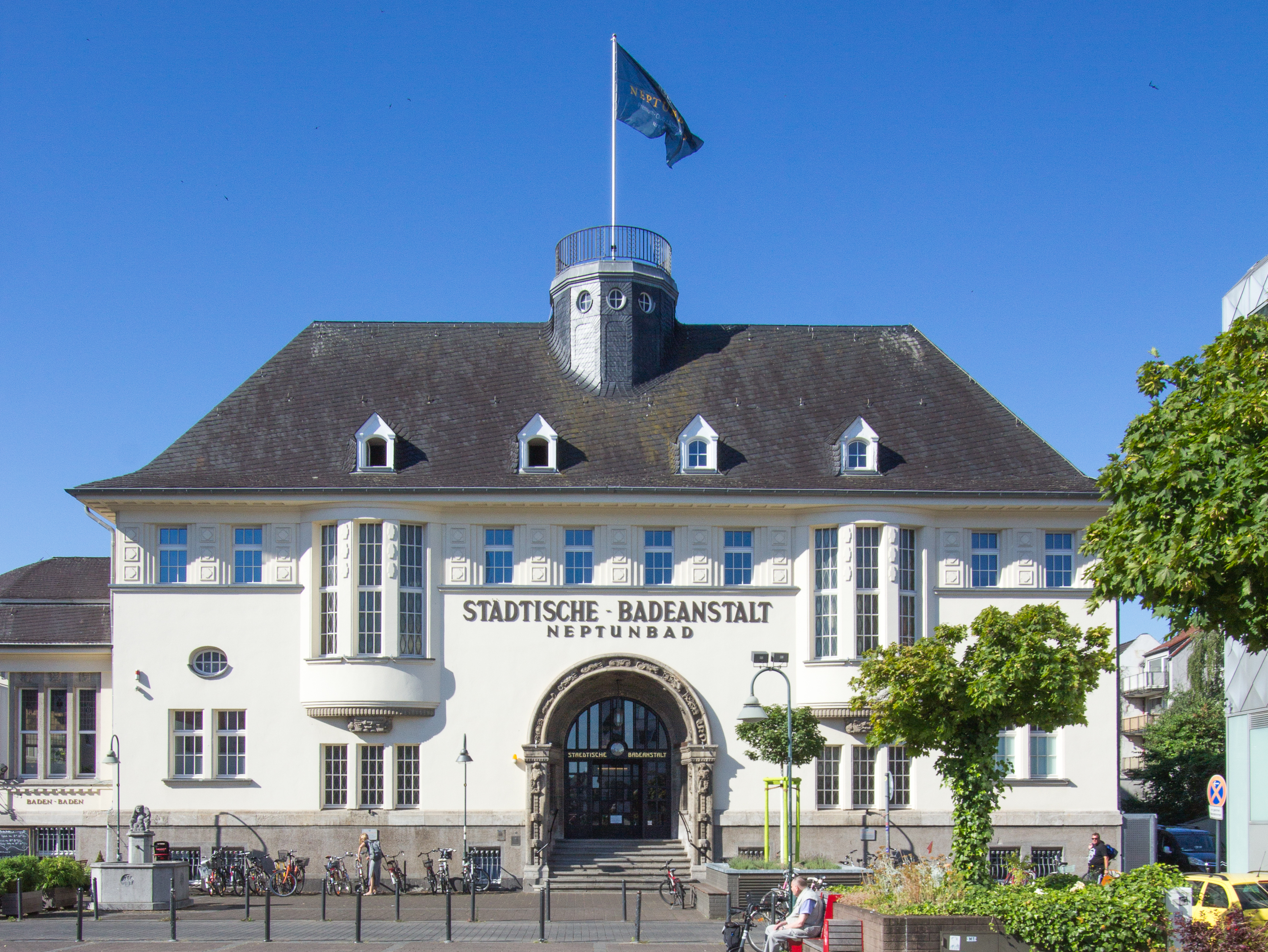
Neptunbad (Foto: 2016)

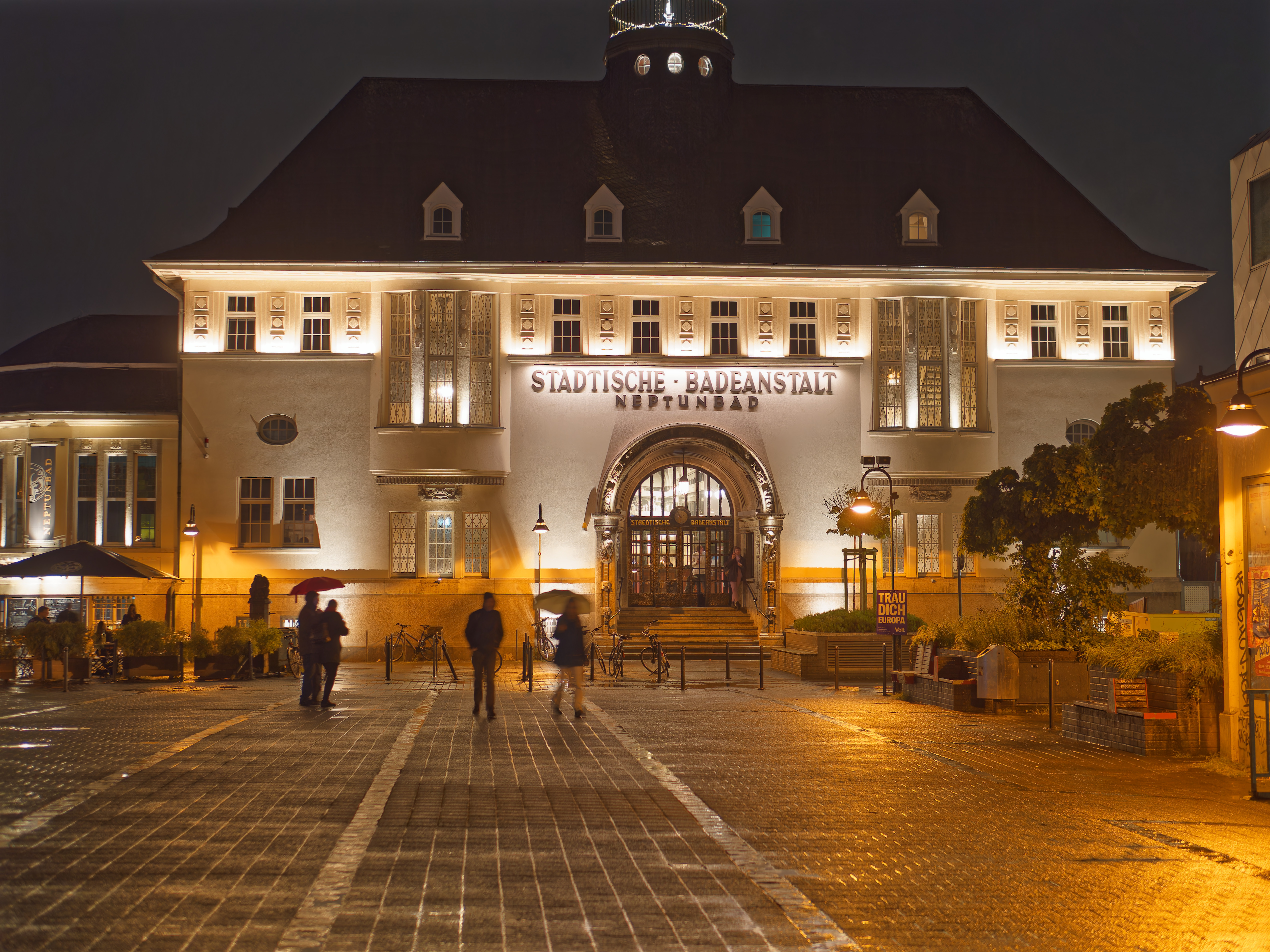
Neptunbad spät abends

Das Neptunbad in Köln-Ehrenfeld war die erste neuzeitliche Badeanstalt in einem Kölner Stadtteil. Es wurde 1912 eröffnet und wird seit 2002 als Fitness- und Wellness-Anlage betrieben.

## Geschichte

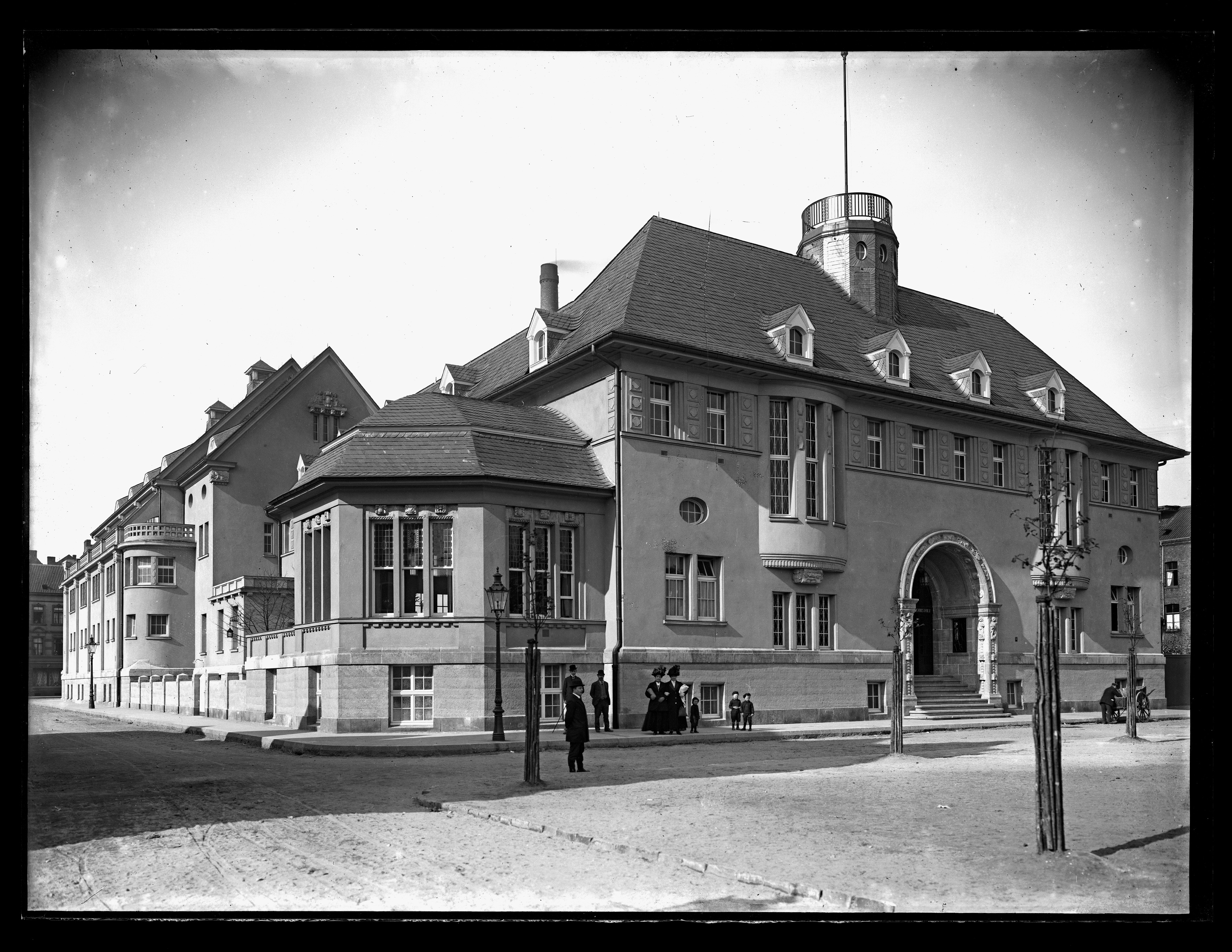
Neptunbad, kurz nach Eröffnung

Für den Bau des öffentlichen Badehauses war der preußische Baurat Johannes Baptist Kleefisch verantwortlich. Er hielt den gesamten Innenbereich im Jugendstil und schuf mit Glaskuppeln und handsignierten Wandkacheln von Villeroy & Boch einen Ort, der allen Bürgern zum Saunieren, Schwimmen und Entspannen diente. Eine Statue des namensgebenden jungen Neptun zierte die etwa 5.000 m² große Schwimmhalle.
Das Neptunbad wurde 1912 eröffnet und als erste neuzeitliche Badeanstalt in einem Kölner Stadtteil in Köln-Ehrenfeld in Betrieb genommen. Kurz nach der Eröffnung stürzte das Betondach ein, was einen Menschen das Leben kostete. Es folgte ein langer Gerichtsprozess, der 1916 mit dem Freispruch aller Beteiligten endete.
Im April 1986 wurde das Neptunbad vom Rheinischen Verein für Denkmalschutz und Landschaftspflege (RVDL) zum „Denkmal des Monats“ erklärt. 1994 musste die Badeanstalt geschlossen werden, da die notwendigen Sanierungsarbeiten nicht finanziert werden konnten. In den folgenden Jahren fanden in dem stillgelegten Badehaus sporadisch Veranstaltungen statt.

## Fassade

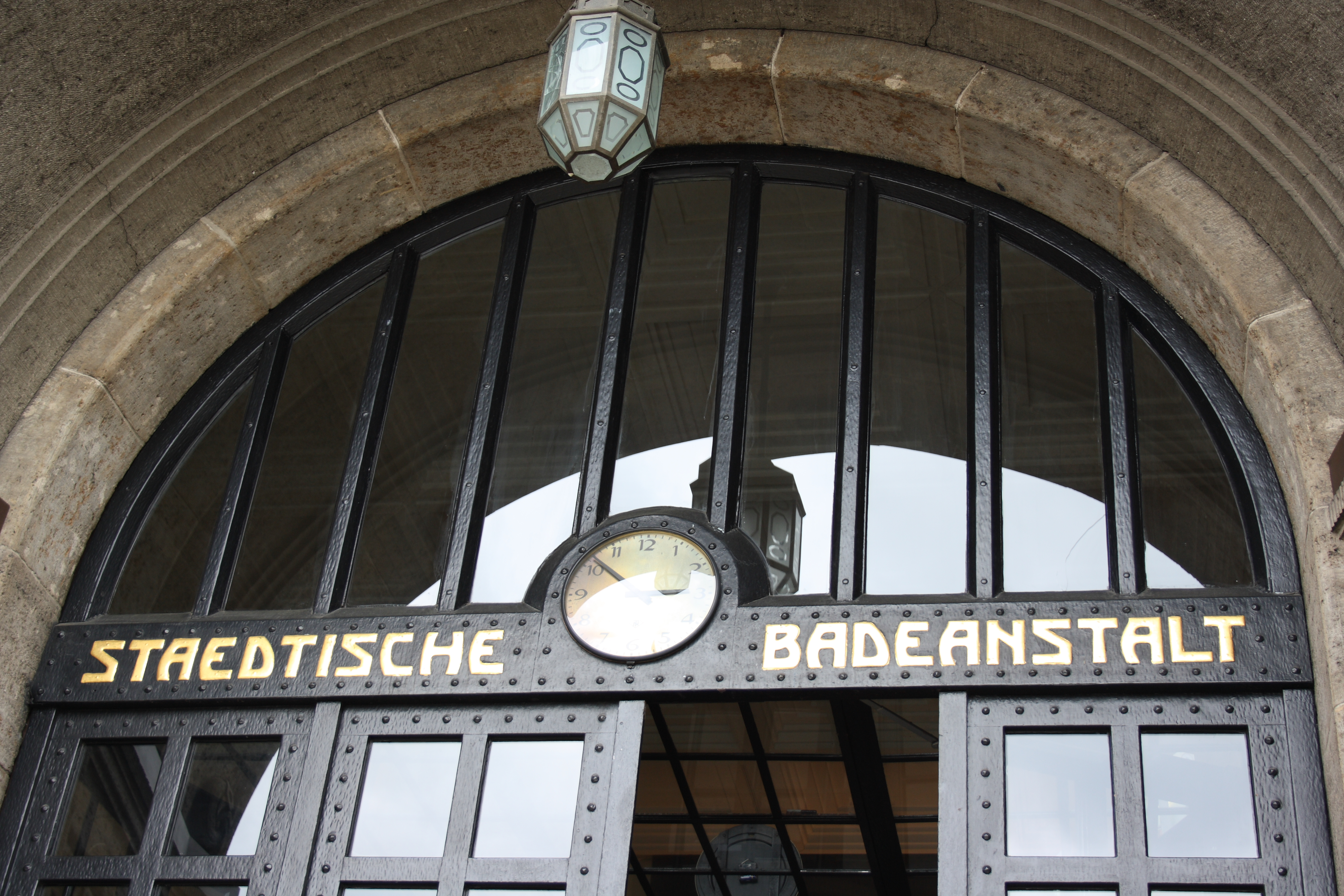
Portal des Neptunbades (Foto: 2012)

Die zur Mitte hin symmetrische vordere Fassade des Neptunbades folgt einer strengen geometrischen Formensprache: Die Vertikale wird durch hohe, rechteckige Fensteröffnungen hervorgehoben. Gewundene Linien werden nur im großen Rundbogen des mittigen Portals, bei zwei Ochsenaugen links und rechts außen, zwei dezent hervorkragenden Erkerfenstern, vier Rundbogenfenstern im geschieferten Walmdach sowie beim mittig auf dem Dach sitzenden Turm angewandt. Abweichend von dieser weitgehend klaren, für 1912 geradezu fortschrittlichen Linienführung, ist das Portal mit einem figürlichen Dekor, Meerestiere darstellend, umlegt – dahinter jedoch zeigt sich wieder die gradlinige, geometrische, vertikale Gliederung der Eingangsverglasung.

## Heutige Nutzung
Das Haus wurde schließlich von der Theune Spa Management GmbH erworben, die mit der Claudiustherme auch im Kölner Rheinpark ein großes Thermalbad betreibt. Sie ließ es komplett restaurieren und knüpfte dabei innenarchitektonisch an die alten Traditionen an. 2002 wurde das Bad nach Plänen von Rudolf Wienands wiedereröffnet. Die historische 13 Meter hohe, mit Blattgold verzierte Badehalle wurde in einen Fitnessbereich umfunktioniert, im Saunabereich gibt es die unter Denkmalschutz stehende historische Sauna und eine traditionelle japanische Sauna- und Bäderlandschaft.

## Denkmalschutzrechtliche Bestimmungen
Das Neptunbad ist gemäß der Denkmalliste der Stadt Köln, laufende Nr. 374, ein eingetragenes Baudenkmal und ein Element des bedeutsamen Kulturlandschaftsbereichs Ehrenfeld (Kulturlandschaftsbereich Regionalplan Köln 349).

## Innenansichten
Das Innere des Neptunbads ist geprägt von Jugendstilelementen.

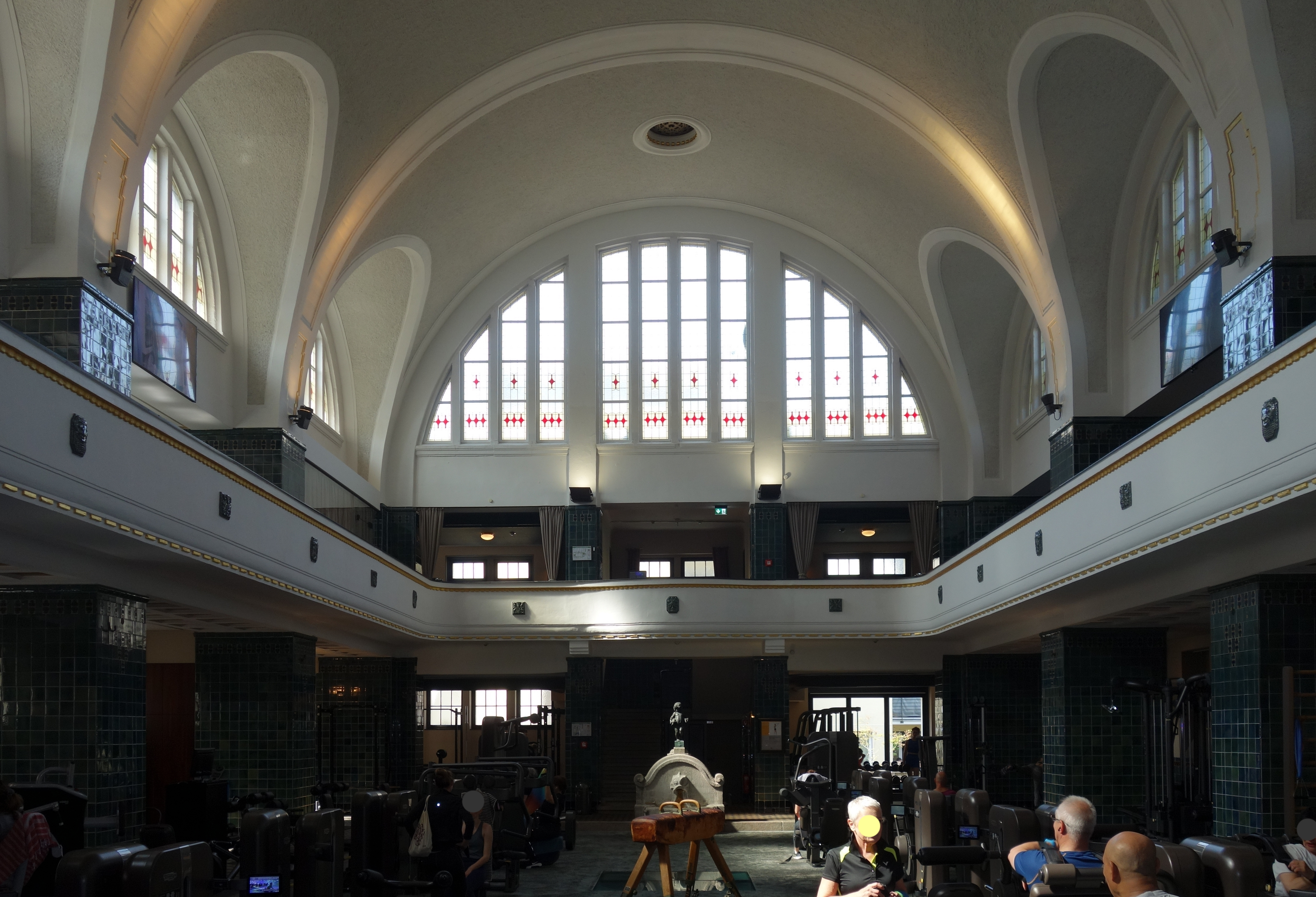
Ehemalige Schwimmhalle, heute Fitnessbereich
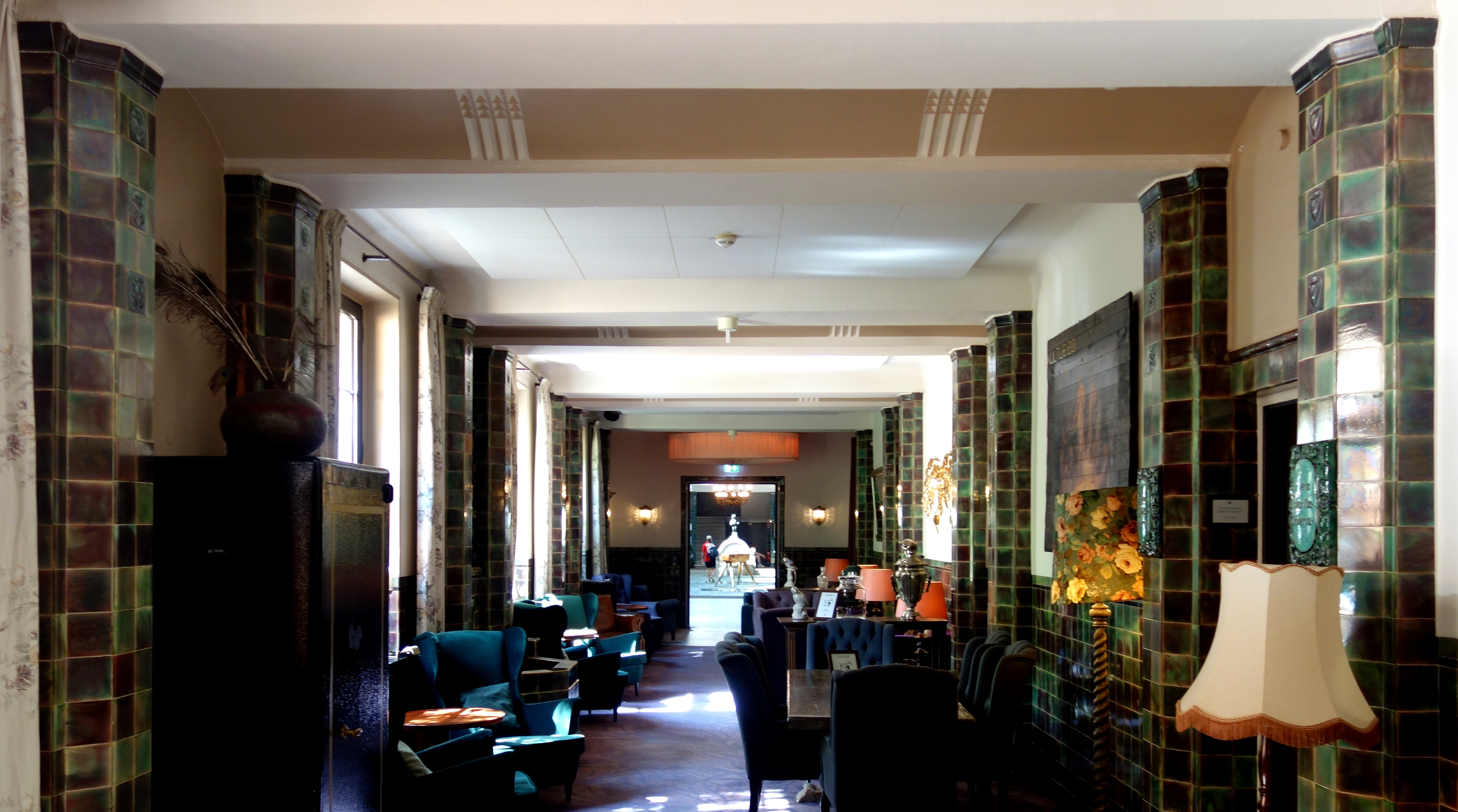
Aufenthaltsraum mit Durchblick auf die ehemalige Schwimmhalle
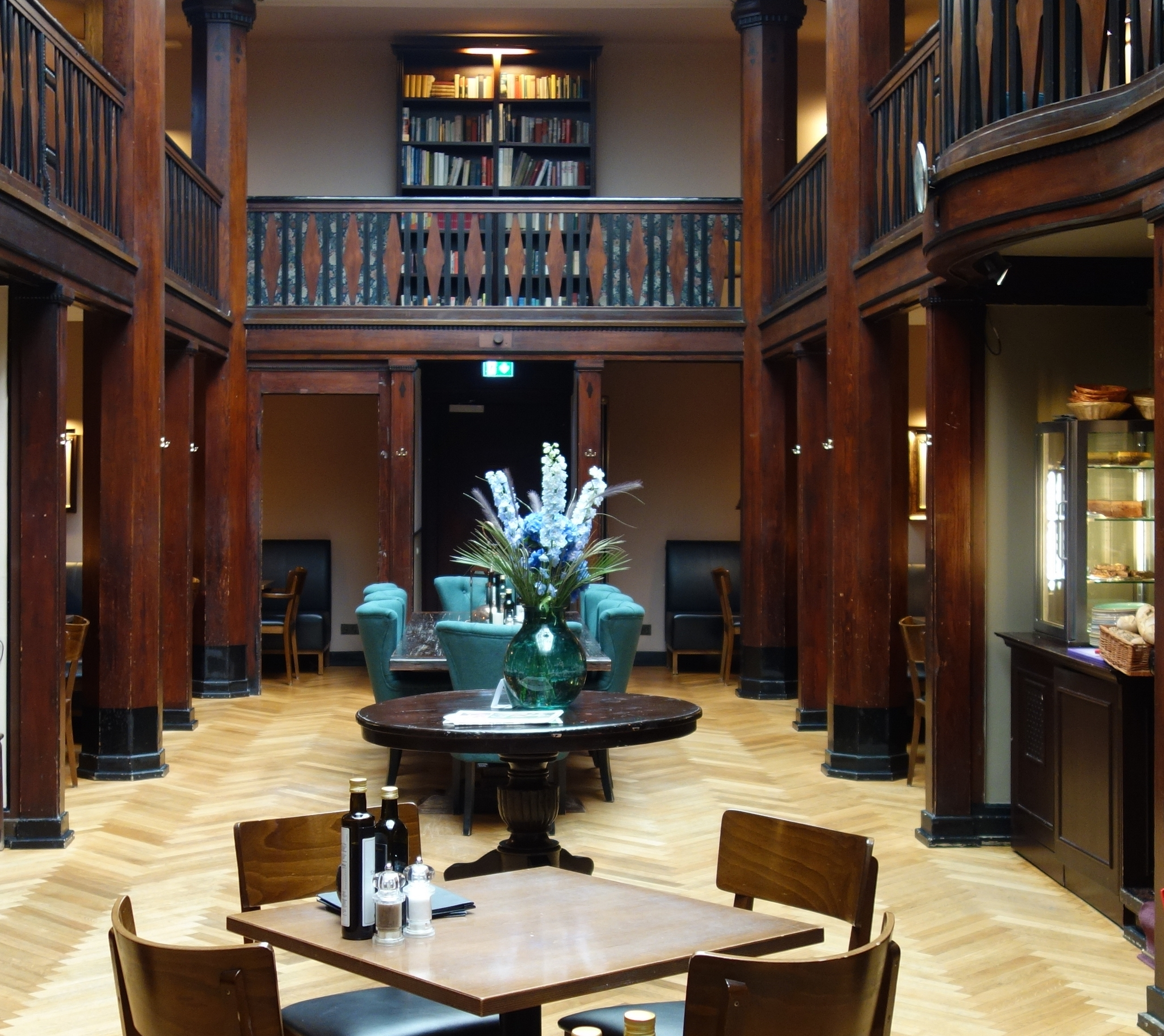
Jugendstilrestaurant
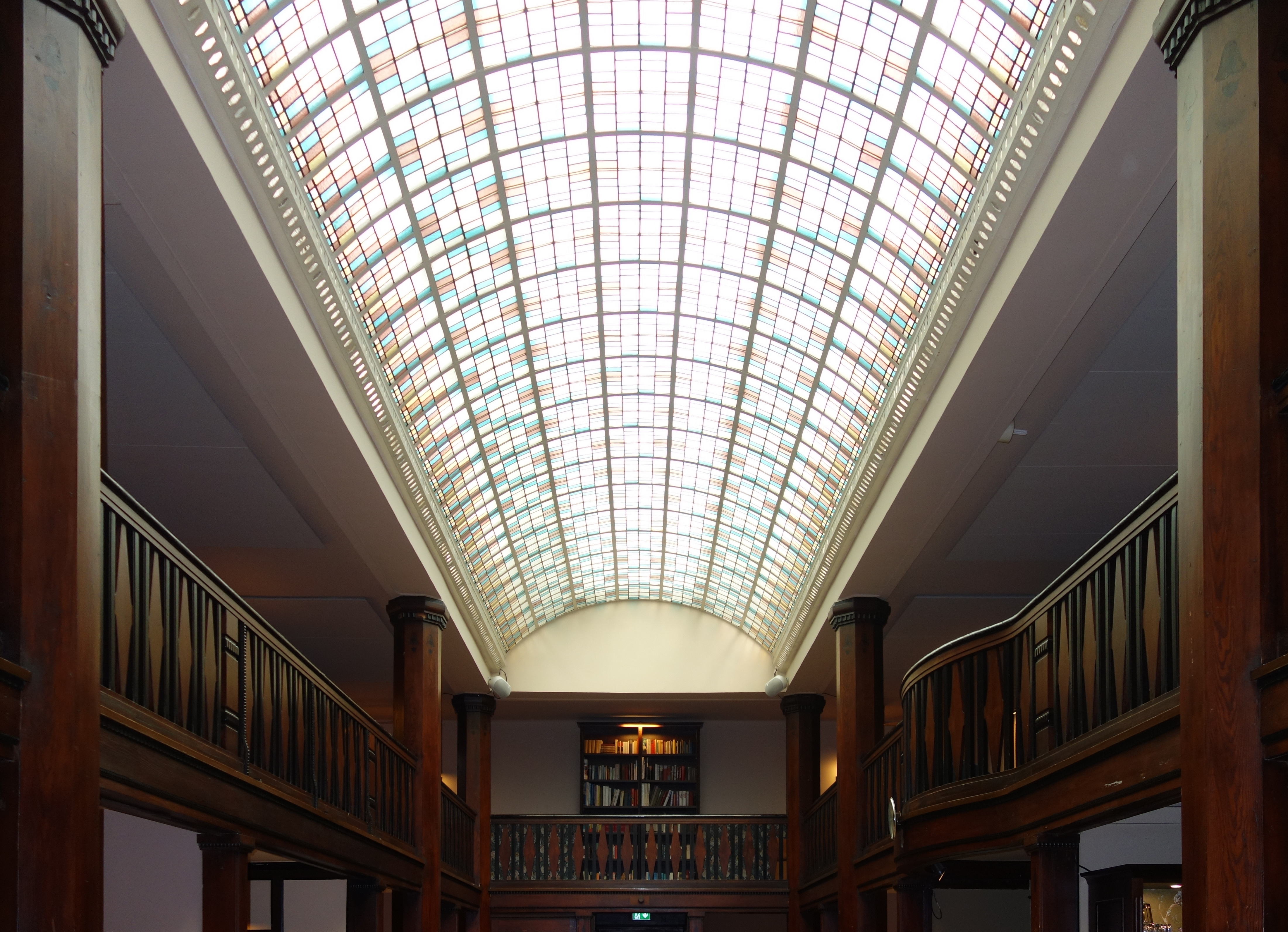
Gläserne Gewölbedecke über dem Jugendstilrestaurant